# Manosféra
Manosféra je souhrnné označení různorodých webových stránek, blogů a online fór propagujících maskulinitu, misogynii a opozici vůči feminismu. Mezi komunity v manosféře patří aktivisté za práva mužů, incelové (muži v nedobrovolném celibátu), online komunita antifeministů, Pick up artists a skupiny za práva otců. Zatímco specifika přesvědčení každé skupiny se někdy střetávají, obecně jsou jednotní ve víře, že společnost je vůči mužům zaujatá vlivem feminismu a že feministky propagují misandrii neboli nenávist k mužům. Přijetí těchto myšlenek je označováno jako „vzetí červené pilulky“ (Red pill), což je metafora vypůjčená z filmu Matrix.
Manosféra se často překrývá s krajně pravicovými a alt-pravicovými komunitami. Byla také spojována s online obtěžováním a podílela se na radikalizaci mužů k misogynním přesvědčením a oslavování násilí na ženách. Některé zdroje spojují radikalizaci založenou na manosféře s masovými střelbami motivovanými misogynií. Manosféra získala značné mediální pokrytí po vraždách na Isla Vista v Kalifornii v roce 2014, střelbě na Umpqua Community College v Oregonu v roce 2015 a útoku na dodávku v Torontu v roce 2018, stejně jako po online kampani za obtěžování žen ve videoherním průmyslu známé jako GamerGate.

## Historie
Kořeny manosféry leží v mužském osvobozeneckém hnutí ze 70. a 80. let, které začalo jako kritika omezování tradičních mužských genderových rolí. V 70. letech však rodící se hnutí za práva mužů začalo připisovat problémy mužů feminismu a posílení postavení žen. Mediální vědkyně Debbie Gingová předpokládala, že rozmach internetu umožnil šíření „virulentního“ antifeminismu, misogynie a související násilné rétoriky.
Předpokládá se [kým?], že tento termín, hříčka slova „blogosféra“, se poprvé objevil na Blogspotu v roce 2009. Následně ji popularizoval Ian Ironwood, obchodník s pornografií, který sesbíral různé blogy a fóra v knižní podobě Manosphere: A New Hope For Masculinity. Termín se stal populárním, když jej média začala používat v příbězích o mužích, kteří spáchali činy misogynního násilí, sexuálního napadení a online obtěžování.
Akademička Emma A. Jane identifikuje přelom nultých a desátých let 21. století jako „bod zlomu“, kdy se manosférické komunity přesunuly z okrajů internetu do hlavního proudu. Domnívá se, že to souviselo s příchodem webu 2.0 a vzestupem sociálních médií v kombinaci s pokračující systémovou misogynií v patriarchální kultuře. Jane píše, že manosféra byla dobře zavedena v době kontroverze GamerGate v roce 2014 a misogynní jazyk, jako jsou grafické hrozby znásilnění vůči ženám, se dostal do hlavního proudu diskursu, který používali muži, kteří se nutně neztotožňovali s žádnou konkrétní skupinou manosféry.

## Webové stránky
Imageboard 4chan nebo Reddit jsou oblíbeným místem setkávání příznivců manosféry. Na konci desátých let a v dvacátých letech 21. století však Reddit začal podnikat kroky k odrazení extrémnějších subredditů zahrnujících manosféru. Některé byly zakázány, například /r/incels (zakázaný v roce 2017), jeho nástupce /r/braincels (zakázaný v roce 2018) a /r/MGTOW (zakázaný v srpnu 2021); ostatní subreddity, jako je /r/TheRedPill, byly „umístěny do karantény“, což znamená, že uživatelům se zobrazí varování o obsahu subredditu a uživatelé se musí přihlásit, než jim bude povolen vstup. Výsledkem je, že některé z těchto komunit se přesunuly na webové stránky, které méně regulují extrémní obsah, jako je platforma Gab.